# Udvari
Udvari es un pueblo ubicado en el distrito de Tamási, en el condado de Tolna, Hungría.

## Superficie
Posee una superficie de 19,44 kilómetros cuadrados.

## Demografía
Hasta 2019 la población era de 319 habitantes, con una densidad de población de 16,41 habitantes por kilómetro cuadrado.